# Bundeskriminalamt
A Bundeskriminalamt, também conhecida como BKA, é uma agência federal de investigações, dos governos da Alemanha e Áustria. Nos dois países é chamada pelo mesmo nome, porém com atribuições distintas em cada um. O trabalho desempenhado por este órgão é bem parecido com o do FBI (Federal Bureau of Investigation).

## Ligações externas

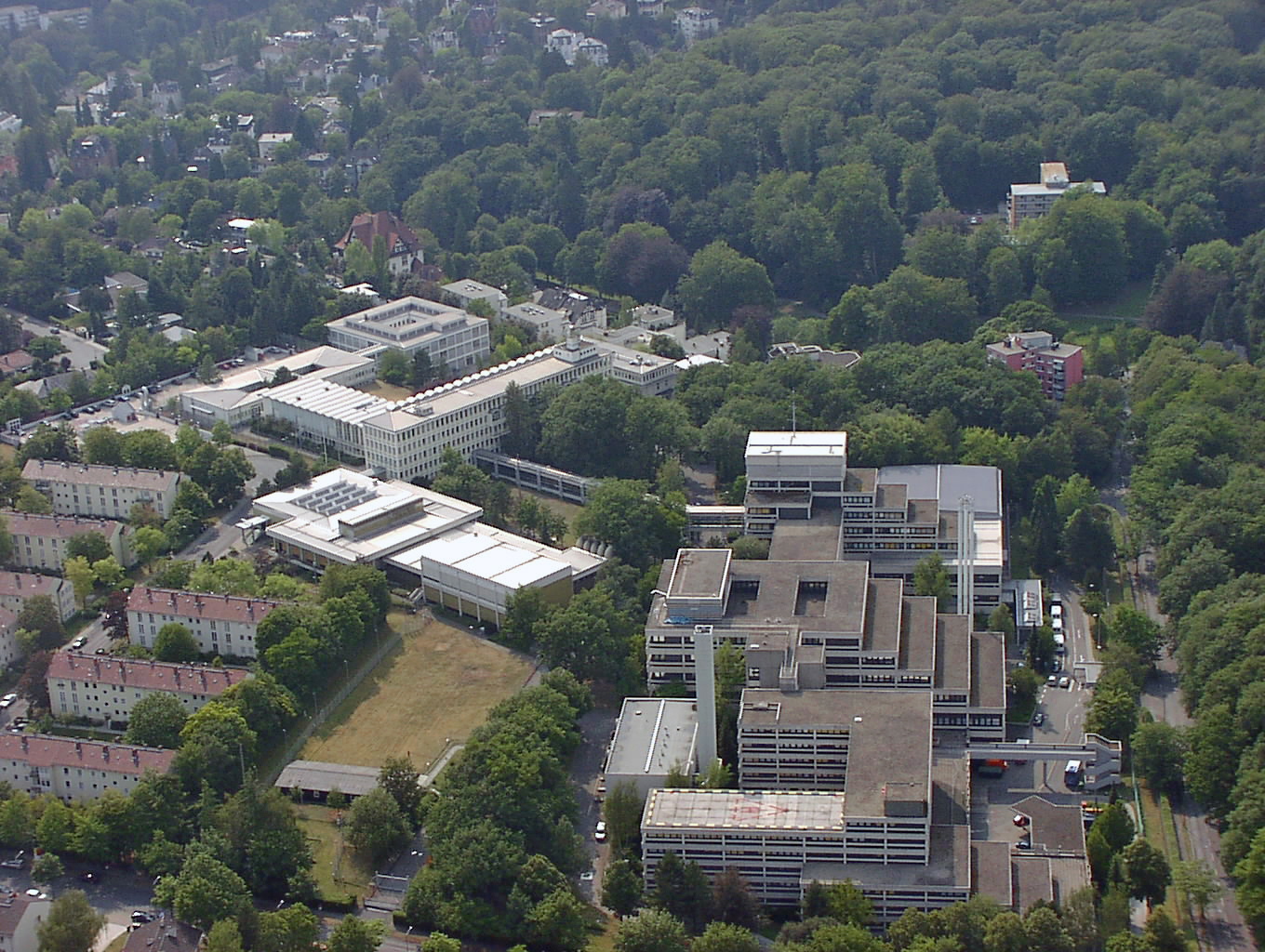
Bundeskriminalamt na Alemanha